# Hardin County (Ohio)
Hardin County ist ein County im Bundesstaat Ohio der Vereinigten Staaten. Der Verwaltungssitz (County Seat) ist Kenton.

## Geographie
Das County liegt im mittleren Nordwesten von Ohio und hat eine Fläche von 1219 Quadratkilometern, wovon ein Quadratkilometer Wasserfläche ist. Es grenzt im Uhrzeigersinn an folgende Countys: Hancock County, Wyandot County, Marion County, Union County, Logan County, Auglaize County und Allen County.

## Geschichte
Hardin County wurde am 12. Februar 1820 aus Teilen des Logan County gebildet und im Jahr 1833 abschließend organisiert. Benannt wurde es nach John Hardin, einem Offizier der Kontinentalarmee im Amerikanischen Unabhängigkeitskrieg.
Sieben Bauwerke und Stätten des Countys sind im National Register of Historic Places eingetragen (Stand 19. April 2018).

## Demografische Daten

Alterspyramide des Hardin County

Nach der Volkszählung im Jahr 2000 lebten im Hardin County 31.945 Menschen in 11.963 Haushalten und 8.134 Familien. Die Bevölkerungsdichte betrug 26 Einwohner pro Quadratkilometer. Ethnisch betrachtet setzte sich die Bevölkerung zusammen aus 97,54 Prozent Weißen, 0,70 Prozent Afroamerikanern, 0,25 Prozent amerikanischen Ureinwohnern, 0,43 Prozent Asiaten und 0,23 Prozent aus anderen ethnischen Gruppen; 0,85 Prozent stammten von zwei oder mehr Ethnien ab. 0,78 Prozent der Bevölkerung waren spanischer oder lateinamerikanischer Abstammung.
Von den 11.963 Haushalten hatten 31,4 Prozent Kinder und Jugendliche unter 18 Jahre, die bei ihnen lebten. 55,0 Prozent waren verheiratete, zusammenlebende Paare, 8,9 Prozent waren allein erziehende Mütter, 32,0 Prozent waren keine Familien, 26,5 Prozent waren Singlehaushalte und in 10,8 Prozent lebten Menschen im Alter von 65 Jahren oder darüber. Die Durchschnittshaushaltsgröße betrug 2,51 und die durchschnittliche Familiengröße lag bei 3,03 Personen.
Auf das gesamte County bezogen setzte sich die Bevölkerung zusammen aus 24,3 Prozent Einwohnern unter 18 Jahren, 15,4 Prozent zwischen 18 und 24 Jahren, 26,0 Prozent zwischen 25 und 44 Jahren, 21,3 Prozent zwischen 45 und 64 Jahren und 12,9 Prozent waren 65 Jahre alt oder darüber. Das Durchschnittsalter betrug 33 Jahre. Auf 100 weibliche Personen kamen 95,9 männliche Personen. Auf 100 Frauen im Alter von 18 Jahren oder darüber kamen statistisch 92,7 Männer.
Das jährliche Durchschnittseinkommen eines Haushalts betrug 34.440 USD, das Durchschnittseinkommen der Familien betrug 42.395 USD. Männer hatten ein Durchschnittseinkommen von 33.393 USD, Frauen 21.695 USD. Das Prokopfeinkommen betrug 16.200 USD. 8,9 Prozent der Familien und 13,2 Prozent der Bevölkerung lebten unterhalb der Armutsgrenze. Davon waren 15,2 Prozent Kinder oder Jugendliche unter 18 Jahre und 11,9 Prozent waren Menschen über 65 Jahre.

## Orte im Hardin County

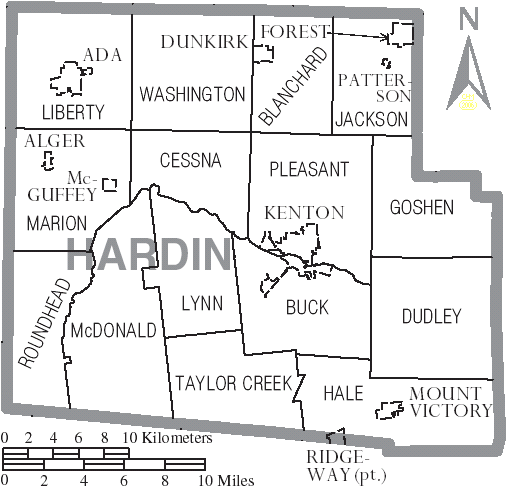
Karte des Hardin Countys

### Städte
- Ada
- Kenton

### Dörfer
| - Alger - Dunkirk - Forest | - McGuffey - Mount Victory | - Patterson - Ridgeway |

### Townships
| - Blanchard Township - Buck Township - Cessna Township - Dudley Township - Goshen Township | - Hale Township - Jackson Township - Liberty Township - Lynn Township - Marion Township | - McDonald Township - Pleasant Township - Roundhead Township - Taylor Creek Township - Washington Township |